# العلاقات التشيلية النيكاراغوية
العلاقات التشيلية النيكاراغوية هي العلاقات الثنائية التي تجمع بين تشيلي ونيكاراغوا.

## مقارنة بين البلدين
هذه مقارنة عامة ومرجعية للدولتين:
| وجه المقارنة                                              | تشيلي                         | نيكاراغوا        |
| --------------------------------------------------------- | ----------------------------- | ---------------- |
| المساحة (كم2)                                             | 756.10 ألف                    | 130.38 ألف       |
| عدد السكان (نسمة)                                         | 17.37 مليون                   | 6.22 مليون       |
| الكثافة السكانية (ن./كم²)                                 | 22.97                         | 47.71            |
| العاصمة                                                   | سانتياغو                      | ماناغوا          |
| اللغة الرسمية                                             | اللغة الإسبانية               | اللغة الإسبانية  |
| العملة                                                    | بيزو تشيلي، وحدة حساب تشيلية ‏ | كوردبا نيكاراغوا |
| الناتج المحلي الإجمالي (بليون دولار)                      | 277.08 مليار                  | 13.81 مليار      |
| الناتج المحلي الإجمالي (تعادل القوة الشرائية) بليون دولار | 419.39 مليار                  | 31.63 مليار      |
| الناتج المحلي الإجمالي الاسمي للفرد دولار أمريكي          | 13.42 ألف                     | 2.09 ألف         |
| الناتج المحلي الإجمالي للفرد دولار أمريكي                 | 22.07 ألف                     | 4.92 ألف         |
| مؤشر التنمية البشرية                                      | 0.832                         | 0.631            |
| رمز المكالمات الدولي                                      | +56                           | +505             |
| رمز الإنترنت                                              | .cl                           | .ni              |
| المنطقة الزمنية                                           | 00، 00، 00، 00                | 00               |

## منظمات دولية مشتركة
يشترك البلدان في عضوية مجموعة من المنظمات الدولية، منها:
| علم المنظمة | اسم المنظمة                                                          | تاريخ انضمام تشيلي | تاريخ انضمام نيكاراغوا |
| ----------- | -------------------------------------------------------------------- | ------------------ | ---------------------- |
|             | مؤسسة التنمية الدولية                                                | 30 ديسمبر 1960     | 30 ديسمبر 1960         |
|             | يونسكو                                                               | 7 يوليو 1953       | 22 فبراير 1952         |
|             | وكالة ضمان الاستثمار متعدد الأطراف                                   | 12 أبريل 1988      | 12 يونيو 1992          |
|             | الأمم المتحدة                                                        | 24 أكتوبر 1945     | 24 أكتوبر 1945         |
|             | وكالة حظر الأسلحة النووية في أمريكا اللاتينية ومنطقة البحر الكاريبي ‏ | ?                  | ?                      |
|             | الاتحاد البريدي العالمي                                              | ?                  | ?                      |
|             | البنك الدولي للإنشاء والتعمير                                        | 31 ديسمبر 1945     | 14 مارس 1946           |
|             | الاتحاد الدولي للاتصالات                                             | 1908               | 12 مايو 1926           |
|             | منظمة حظر الأسلحة الكيميائية                                         | ?                  | ?                      |
|             | مؤسسة التمويل الدولية                                                | 15 أبريل 1957      | 20 يوليو 1956          |
|             | المركز الدولي لتسوية المنازعات الاستشارية                            | 24 أكتوبر 1991     | 19 أبريل 1995          |
|             | منظمة التجارة العالمية                                               | ?                  | ?                      |
|             | منظمة الشرطة الجنائية الدولية                                        | ?                  | ?                      |

## وصلات خارجية
- موقع وزارة الخارجية التشيلية
- موقع وزارة الخارجية النيكاراغوية